# Brzeziak
Brzeziak – przysiółek wsi Dębicz w Polsce położona w województwie wielkopolskim, w powiecie średzkim, w gminie Środa Wielkopolska.
Miejscowość wchodzi w skład sołectwa Dębicz.
W latach 1975–1998 miejscowość należała administracyjnie do województwa poznańskiego.